# Kaligangsa Kulon
Kaligangsa Kulon is een bestuurslaag in het regentschap Brebes van de provincie Midden-Java, Indonesië. Kaligangsa Kulon telt 6345 inwoners (volkstelling 2010).